# Campeonato Europeo de Ciclocrós de 2007
El V Campeonato Europeo de Ciclocrós se celebró en Hittnau (Suiza) el 4 de noviembre de 2007 bajo la organización de la Unión Europea de Ciclismo (UEC) y la Federación Suiza de Ciclismo.

## Medallistas
| Evento   | Oro                                 | Plata                     | Bronce                           |
| -------- | ----------------------------------- | ------------------------- | -------------------------------- |
| Femenino | Daphny van den Brand · Países Bajos | Maryline Salvetat Francia | Christel Ferrier-Bruneau Francia |

### Femenino
| Puesto            | Ciclista                 | País            | Tiempo |
| ----------------- | ------------------------ | --------------- | ------ |
| Medalla de oro    | Daphny van den Brand     | Países Bajos    | 40:59  |
| Medalla de plata  | Maryline Salvetat        | Francia         | 41:08  |
| Medalla de bronce | Christel Ferrier-Bruneau | Francia         | 41:18  |
| 4                 | Laurence Leboucher       | Francia         | 41:55  |
| 5                 | Birgit Hollmann          | Alemania        | 42:12  |
| 6                 | Pavla Havlíková          | República Checa | 42:13  |
| 7                 | Helen Wyman              | Reino Unido     | 42:16  |
| 8                 | Linda van Rijen          | Países Bajos    | 43:21  |

| Predecesor: · Huijbergen 2006 · Países Bajos | Campeonato Europeo de Ciclocrós V edición | Sucesor: Liévin 2008 Francia |

- Datos: Q3652591